# 440 (szám)
A 440 (római számmal: CDXL) egy természetes szám.

## A szám a matematikában
A tízes számrendszerbeli 440-es a kettes számrendszerben 110111000, a nyolcas számrendszerben 670, a tizenhatos számrendszerben 1B8 alakban írható fel.
A 440 páros szám, összetett szám, kanonikus alakban a 23 · 51 · 111 szorzattal, normálalakban a 4,4 · 102 szorzattal írható fel. Tizenhat osztója van a természetes számok halmazán, ezek növekvő sorrendben: 1, 2, 4, 5, 8, 10, 11, 20, 22, 40, 44, 55, 88, 110, 220 és 440.
A 440 négyzete 193 600, köbe 85 184 000, négyzetgyöke 20,97618, köbgyöke 7,60590, reciproka 0,0022727. A 440 egység sugarú kör kerülete 2764,60154 egység, területe 608 212,33773 területegység; a 440 egység sugarú gömb térfogata 356 817 904,8 térfogategység.